# 中国中西部地区
中国中西部地区由中国经济地理中的中部地区和西部地区组成。广义上的中西部地区还包含东北地区的部分省份，即泛指相对东部沿海地区经济社会发展相对落后的广大内陆地区。
广义的中西部地区由20个省级行政单位组成，包括14个省、5个自治区、1个直辖市：

## 中部地区
- 山西省
- 安徽省
- 江西省
- 河南省
- 湖北省
- 湖南省

## 西部地区
- 内蒙古自治区
- 广西壮族自治区
- 重庆市
- 四川省
- 贵州省
- 云南省
- 西藏自治区
- 陕西省
- 甘肃省
- 青海省
- 宁夏回族自治区
- 新疆维吾尔族自治区

## 东北地区
- 吉林省
- 黑龙江省